# Xerothermofiel
Met een xerothermofiel wordt een organisme bedoeld dat zowel xerofiel als thermofiel is; in andere woorden: organismen die hun ecologisch optimum vinden op droge en relatief warme (snel opwarmende) milieus. De term wordt vooral gebruikt bij planten en korstmossen, in mindere mate bij dieren en bacteriën. 
Ook levensgemeenschappen kunnen xerothermofiel zijn (xerothermofiele gemeenschappen). Hiervan spreekt men als de gemeenschap voor het merendeel bestaat uit xerothermofielen.

## Fotogalerij

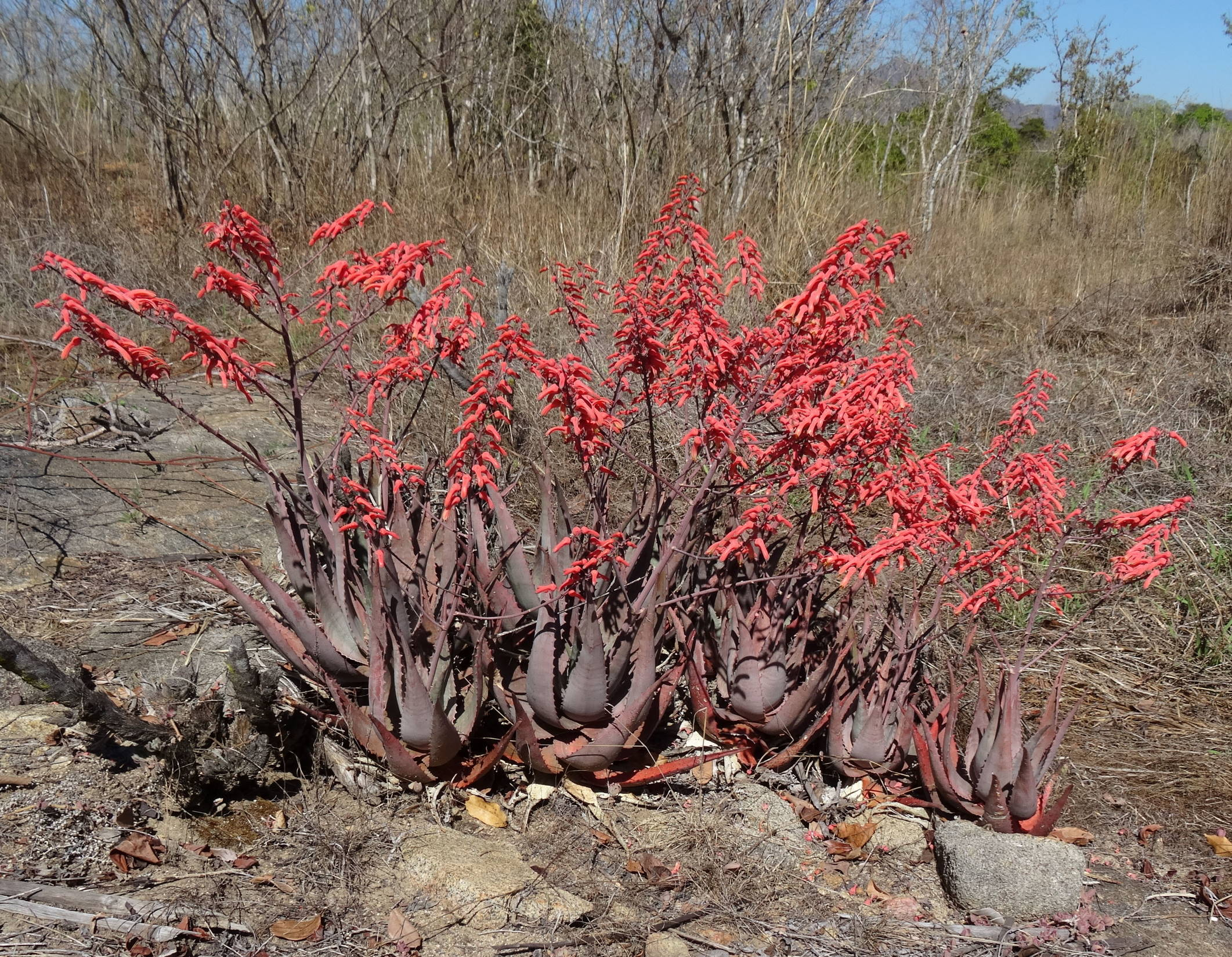
Bloeiende exemplaren van Aloe chabaudii, een succulente xerothermofiel.
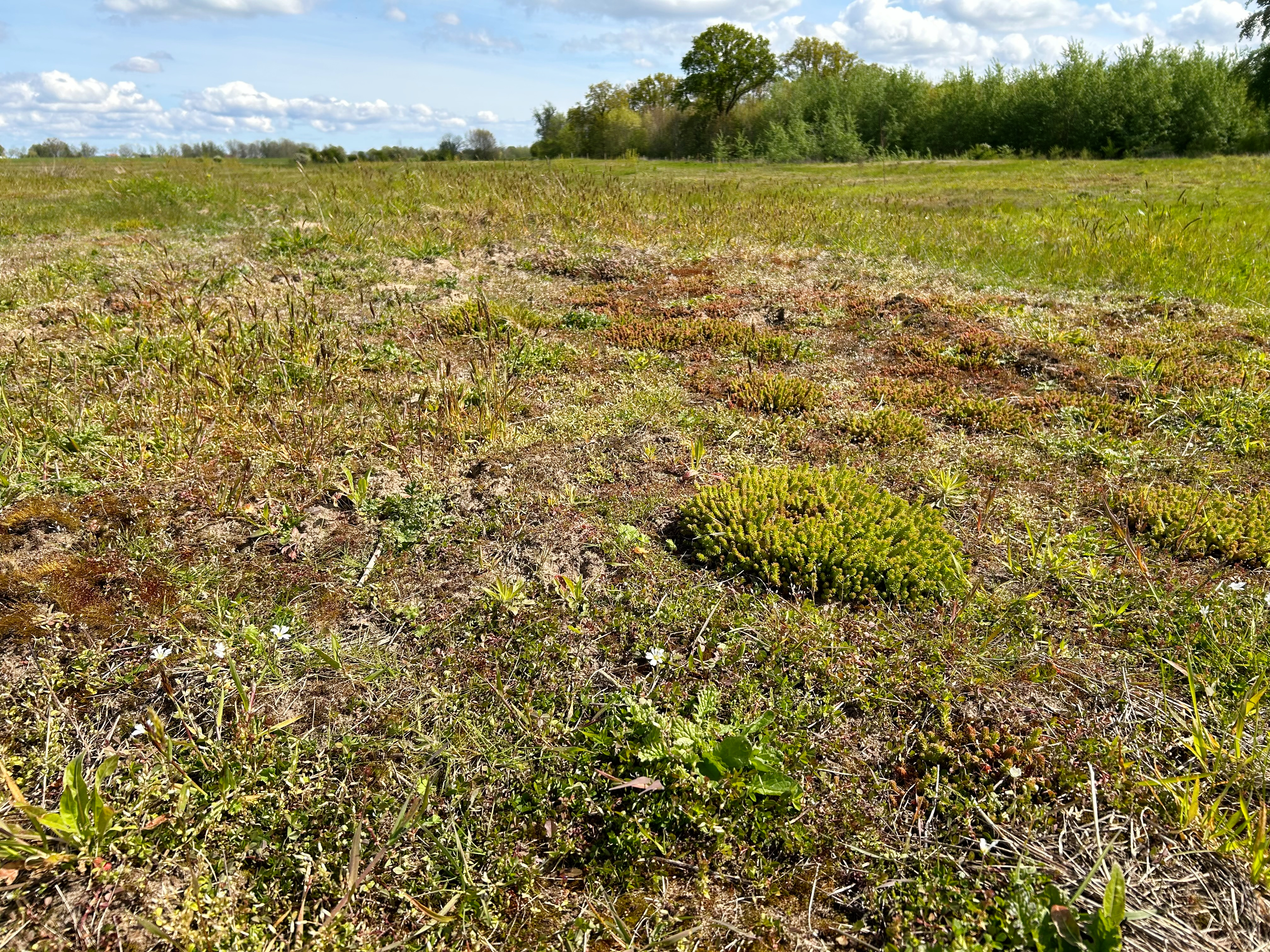
De associatie van vetkruid en tijm, een xerothermofiel stroomdalgraslandtype.
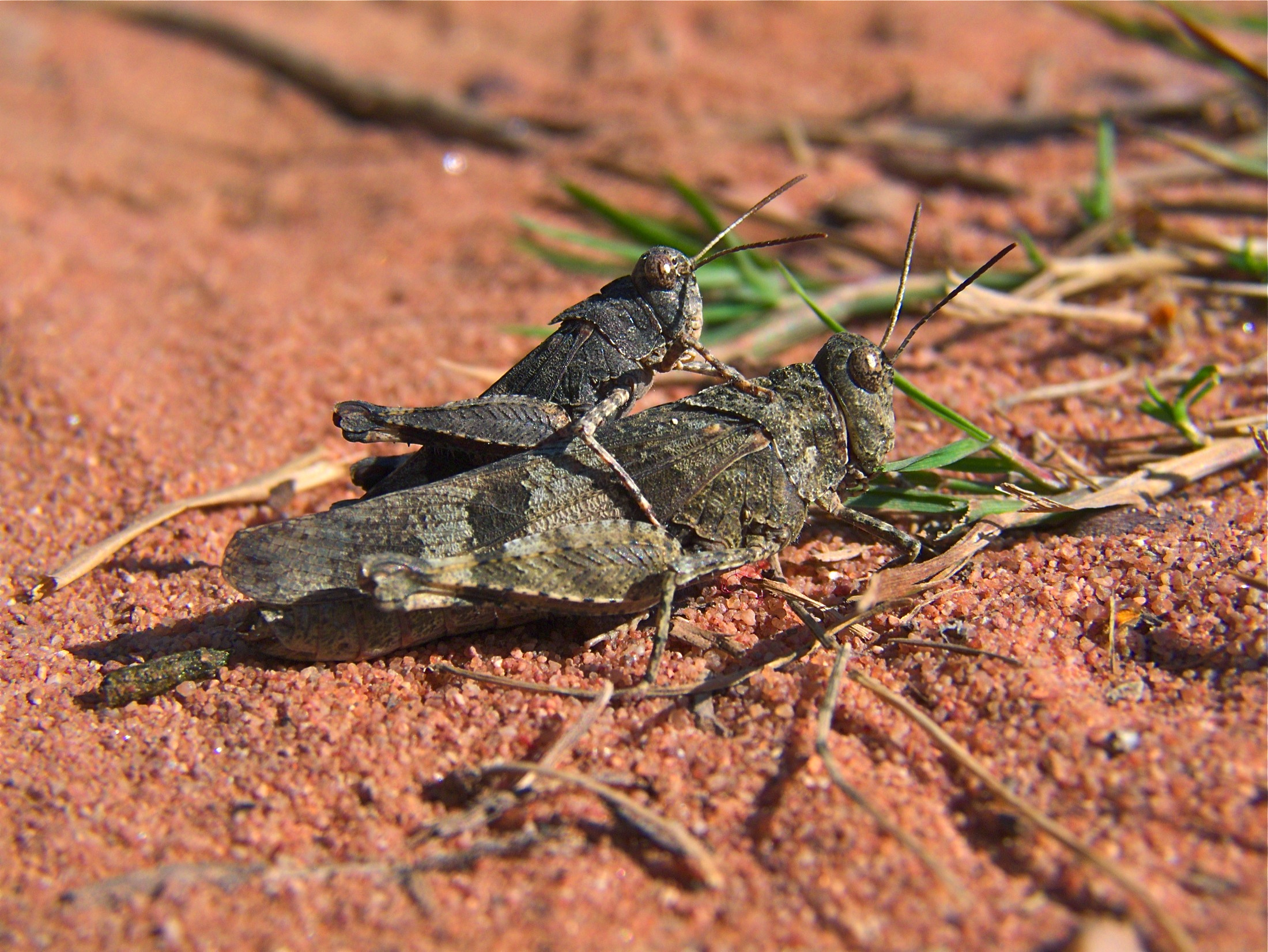
Blauwvleugelsprinkhanen (parend).
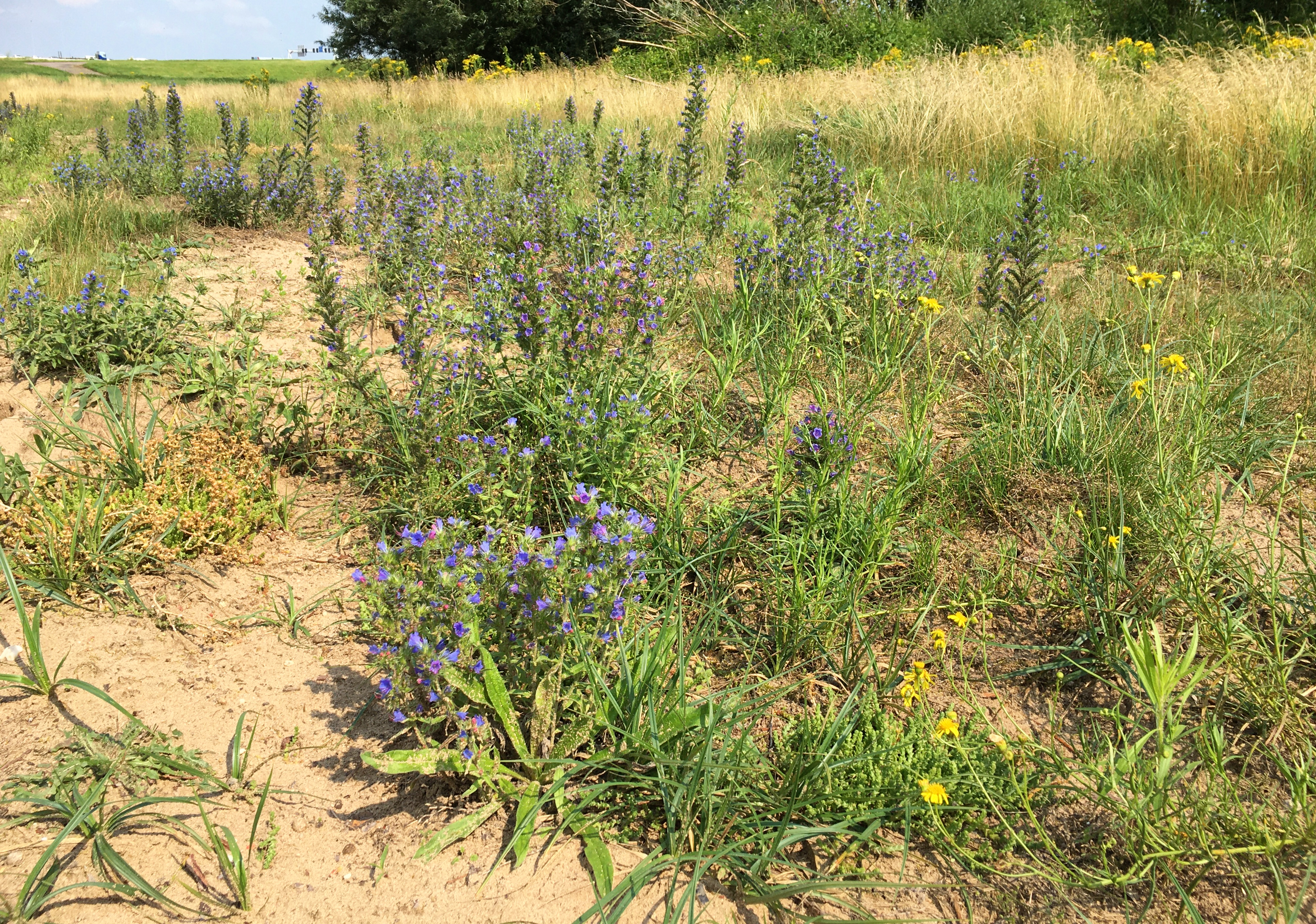
De slangenkruid-associatie, een xerothermofiel ruderaal vegetatietype.